# Racopilum ugandae
Racopilum ugandae är en bladmossart som beskrevs av Hugh Neville Dixon 1918. Racopilum ugandae ingår i släktet Racopilum och familjen Racopilaceae. Inga underarter finns listade i Catalogue of Life.